# 钊琴湍蛙
钊琴湍蛙（学名：Amolops chaochin），一种分布于中华人民共和国四川省中部地区的两栖动物，隶属于蛙科湍蛙属。模式产地为四川省崇州市鸡冠山。种加词取自中国著名两栖爬行动物学家刘承钊和胡淑琴夫妇两人的名字。

## 形态特征
钊琴湍蛙雄蛙体长35.3～39.2毫米，雌蛙体长50.5～54.4毫米。身体背部皮肤较光滑，呈棕色，散布黑色斑点；体侧灰色，具有大黑斑；四肢背面具有黑色横纹；身体腹面黄白色，咽喉和胸部具棕色小斑点；四肢腹面为黄色。